# Litus mexicanus
Litus mexicanus är en stekelart som beskrevs av Doutt 1973. Litus mexicanus ingår i släktet Litus och familjen dvärgsteklar. Inga underarter finns listade i Catalogue of Life.